# Torsby bruk

Torsby bruk var ett järnbruk vid Röjdan i Fryksände socken i Värmland. Bruket var beläget strax uppströms Röjdans mynning i Övre Fryken, inom det som idag är tätorten Torsby. Bruket priviligierades 1693 för lanräntmästaren Johan Carlheim, men av privilegiebrevets ordalydelse finns skäl att anta att en stångjärnshammare då redan fanns på platsen. I hammarskattelängden 1695 uppskattades produktionskapaciteten till 600 skeppund stångjärn årligen. I 1707 års längd hade kapaciteten skrivits ner till 400 skeppund, på grund av att bruket inte kunde användas under delar av året.
Under första halvan av 1800-talet flyttades flera omgivande smedjor och manufakturverk till Torsby bruk. Först ut var Välsforsens manufakturverk som 1823 flyttades till ett fall i Röjdan strax nedströms om Torsby bruks hammarsmedja. År 1838 flyttades så Oleby smedja och förlades på andra sidan älven från manufaktursmedjan. Den flyttade hammarsmedjan behöll något förvirrande namnet Oleby. Efter dessa båda flyttningar uppgick privilegierna till 2 700 skeppund stångjärn. Under bruket fanns också Åstebyholms sågverk vid närliggande Ljusnans mynning i Fryken samt ett tegelbruk.
Järntillverkningen vid bruket lades ner 1871 och ersattes av ett träsliperi. Sliperiet köptes av Billerud 1905 och lades ner 1929.